# Жар-планина
Жар-планина (алб. Mali Zhar), планина на размеђи јужних делова Метохије и Косова. Представља северни продужетак Шар-планине који се простире од Призрена у правцу Урошевца. Чини северну границу Сиринићке жупе и развође између Мушутишке реке на северу и Лепенца на југу. Највиши врх је Островица, висок 2.062 м. Простире кроз општине Штрпце, Сува Река и Призрен.

## Положај
Планина се налази у јужној Метохији, североисточно од Призрена и северно од Шар-планине. Представља централни део масива који се наставља северно од Шар-планине, са којом се простире паралелно у правцу север-исток, а од које га деле долине Призренске Бистрице. Масив почиње са Језерском планином или Коџа Балканом (која се још назива и Ошљак по највишем врху), која је и највиша са 2.212 м, наставља се са Жаром, који се затим наставља на још једну Језерску планину (на североистоку) и Неродимку планину (на истоку).
Док се на истоку директно наставља на Језерску планину и Неродимку, на северу и североистоку, планина је оивичена долином реке Топлуге и њених притока. На југу и југоистоку спушта се у долину Лепенца, док се иза Ошљака, ка југозападу, пружа долина Призренске Бистрице.

## Географија
Читав комплекс Језерска планина (Коџа Балкан, Ошљак)-Жар-Језерска планина-Неродимка се назива Шарском групом планина. За српске услове, Жар-планина се сматра високом планином, с обзиром да је највиши врх, Островица, висок 2.062 м, мада поједини извори дају и висину од 2.092 м. Островица се налази на југозападном масиву, док је централни масив Жар-планине висок 1.694 м.
Део Жар-планине је и масив Русеница, у атару села Мушутиште. Кањон Русенице проглашен је заштићеним подручјем, односно резерватом риса. Резерват је успостављен 1950. године, а данас је у саставу националног парка Шар-планина. Такође у близини Мушутишта је и локалитет Градац, познат по реткој врсти тисе, широкој распоростањености питомог кестена, а насељава га и тетреб.
У Русеници се налази и пећина. Још осам пећина налази се на брду Матос, у изворишном делу Матоске реке. Све пећине су претворене у испоснице. Коришка река је усекла кањонско-клисурасту долину. Између Корише и Љутоглава избија снажно крашко врело из кога се формира поток који тече ка Љутоглаву и улива се у Топлугу.
Планина је окружена котлинама, у којима су формиране српске средњовековне жупе. Сиринићка жупа је на југу, Средачка жупа на југозападу (преко Ошљака), Призренски Подгор на западу, Прекорупље на северу и северозападу, и Неродимље на истоку.

## Воде
Жар-планина је развође између Мушутишке реке на северу и Лепенца на југу. Како се Мушутишка река улива у Топлугу која се затим улива у Бели Дрим, а Лепенац се улива у Вардар, планина је и развође између Јадранског и Егејског слива.
Крајњим североистоком планине тече Враничка или Бужаљска река, која извире испод Језерске планине. Тече на запад и улива се у Драгачинску реку код Речана, са којом прави Топлугу (36 км), или Суву реку, по којој је град Сува Река добио име. Западно и источно од централног масива извиру Бела и Црна (називана још и Деловачка, Мачитевска, Врело, Сопинска, Лешанска) река, које се спајају код Мушутишта формирајући Мушутишку реку. На северозападу извиру и Бела река и Стара река (или Грејковачка река, 24 км, у коју се Бела улива). Испод Островице, највишег врха, извире Коришка река (18 км), која чини југозападну границу између Жара и Језерске планине (Коџа Балкана). Све три реке (Мушутишка, Стара, Коришка) теку на северозапад и уливају се у Топлугу.
Јужну границу Жара према Језерској планини (Коџа Баклкану), као и читаву долину која га раздваја од Шар-планине, чини Лепенац, који настаје спајањем Тисове и Череначке реке између Островице и Ошљака. У Лепенац се уливају Врбештичка река (код Брезовице), која извире северно од Островице, и Сушићка река (код Доње Битиње), која извире на Језерској планини, и чини источну границу између Жара, с једне, и Језерске и Неродимке планине с друге стране.
Код села Дворане направљено је мало вештачко језеро чија се вода користи за наводњавање.

## Насеља
У северној суподини нанизано је више села. На крајњем северу је село Будаково, које је већ на падинама Језерске планине, као и низ села између две планине: Бужаља (заселак Будакова), Вранић и Мачитево. У северном подножју главног масива Жара, у Призренском подгору, су Дворане, Мушутиште, Селогражде и Баћевац, као и насеља у правцу самог Призрена: Грејковце, Нова Шумадија, Кабаш, Љутоглав, Кориша и њен издвојен, планински заселак Мужљак. Српско становништво је из скоро свих села исељено до 1960-их и 1970-их година, а из већих места преостали су се иселили 1999. године.
На јужним падинама, у Сиринићкој жупи, налазе се Врбештица (испод средишњег масива) и Сушиће (на граници Неродимке). Сва остала насеља су у долини Лепенца или на самој реци: Севце, Јажинце, Брезовица, Штрпце, Беревце, Горња Битиња, Доња Битиња.

## Економија
На северу и западу планине развијено је сточарство, са многобројним бачијама и катунима. Веома је развијено коришћење шума, пре свега сеча огревног дрвета и прозводња ћумура, као и вишевекована традиција израде предмета од дрвета: посуђе, кошеви, изградња амбара за жито. На рекама и потоцима је било двадесетак воденица поточара. На локалитету Градац подигнут је ловачки дом.
Северно од планине пролази пут Призрен-Штимље, одакле се рачва на север ка Приштини, и на југ ка Урошевцу. У средњовековној Србији доба звао се Виа де Зента (Зетски пут), односно Вељи пут.